# 11 de fevereiro
11 de fevereiro é o 42.º dia do ano no calendário gregoriano. Faltam 323 dias para acabar o ano (324 em anos bissextos).

## Eventos históricos

660 a.C.: Data tradicional da fundação do Japão

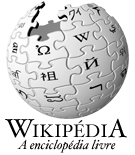
2005: Google anuncia intenção de oferecer hospedagem para a Wikipedia

- 660 a.C. — Data tradicional da fundação do Japão pelo imperador Jimmu.
- 0055 — Tibério Cláudio César Britânico, herdeiro do imperador romano, morre em circunstâncias misteriosas em Roma, abrindo caminho para que Nero se torne Imperador.
- 0244 — Imperador Gordiano III é assassinado por soldados amotinados em Zaitha (Mesopotâmia). Um montículo é levantado em Carquemis em sua memória.
- 1534 — Henrique VIII da Inglaterra é reconhecido como chefe supremo da Igreja da Inglaterra.
- 1584 — Uma expedição naval liderada por Pedro Sarmiento de Gamboa funda Nombre de Jesús, o primeiro de dois assentamentos espanhóis de curta duração no Estreito de Magalhães.[1]
- 1586 — O corsário Francis Drake, com uma força inglesa captura e ocupa o porto colonial espanhol de Cartagena das Índias por dois meses, obtendo um resgate e saque.
- 1659 — O Ataque a Copenhague pelas forças suecas é rechaçado com perdas pesadas.[2]
- 1823 — Guerra da Independência do Brasil: Ocorre a Batalha do rio Cotejipe, permitindo o avanço das forças brasileiras rumo à Salvador.
- 1826 — University College London é fundada como Universidade de Londres.[3]
- 1840 — A ópera La fille du régiment de Gaetano Donizetti recebe sua primeira apresentação em Paris, França.
- 1843 — A ópera I Lombardi alla prima crociata de Giuseppe Verdi recebe sua primeira apresentação em Milão, Itália.
- 1855 — Kassa Hailu é coroado Teodoro II, Imperador da Etiópia.
- 1856 — O Reino de Oude é anexado pela Companhia Britânica das Índias Orientais e o rei de Oude é deposto.
- 1858 — Primeira aparição da Virgem Maria a Bernadette Soubirous em Lourdes, na França.
- 1873 — O rei Amadeu I da Espanha abdica, formando a Primeira República Espanhola.
- 1889 — Adotada a Constituição Meiji do Japão; a primeira Dieta Nacional se reúne em 1890.
- 1903 — A 9ª Sinfonia de Anton Bruckner recebe sua primeira apresentação em Viena, Áustria.[4]
- 1906 — O Papa Pio X publica a encíclica Vehementer Nos.
- 1919 — Friedrich Ebert, é eleito Presidente da Alemanha.[5]
- 1922 — Inicia-se a Semana de Arte Moderna, evento que é o marco inicial do Modernismo no Brasil.
- 1929 — Assinatura do Tratado de Latrão pelo Reino da Itália e a Santa Sé.
- 1938 — A emissora de televisão britânica BBC Television Service produz o primeiro programa de televisão de ficção científica do mundo, uma adaptação de uma seção da peça R.U.R. de Karel Čapek, que cunhou o termo "robô".
- 1945 — Termina a Conferência de Ialta.
- 1953
  - Guerra Fria: o presidente dos Estados Unidos, Dwight D. Eisenhower, nega todos os pedidos de clemência para os espiões Julius e Ethel Rosenberg, nascidos nos Estados Unidos, mas a serviço da União Soviética.
  - As relações israelo-soviéticas são rompidas.[6]
- 1959 — Criada, como um protetorado do Reino Unido, a Federação dos Emirados Árabes do Sul, que mais tarde se tornará o Iêmen do Sul.
- 1963 — Os Beatles gravam o seu primeiro álbum: Please Please Me.[7]
- 1970 — Japão lança Osumi, tornando-se a quarta nação a colocar um satélite artificial em órbita por conta própria.
- 1971 — Guerra Fria: oitenta e sete países, incluindo os Estados Unidos, Reino Unido e União Soviética, assinam o Tratado de Controle de Armas do Leito do Mar, que proíbe as armas nucleares no fundo dos oceanos em águas internacionais.
- 1979 — Revolução Iraniana derruba a monarquia dos xás do Irã e estabelece uma teocracia islâmica sob a liderança do aiatolá Ruhollah Khomeini.
- 1990
  - Após 28 anos de prisão e pressão internacional por sua liberdade, Nelson Mandela é solto por ordem do presidente Frederik Willem de Klerk.
  - Buster Douglas, nocauteia Mike Tyson em Tóquio para ganhar o título mundial de pesos pesados do boxe.[8]

- 1997 — Ônibus espacial Discovery é lançado em uma missão para atender ao telescópio espacial Hubble.
- 1999 — Plutão cruza a órbita de Netuno encerrando um período de quase vinte anos (desde 1979) que esteve mais próximo do Sol do que do gigante de gás; não se espera que Plutão interaja com a órbita de Netuno por mais 228 anos.
- 2001 — Um programador holandês lançou o vírus Anna Kournikova, infectando milhões de e-mails por meio de uma foto enganosa da estrela do tênis.[9]
- 2005 — Google anuncia intenção de oferecer hospedagem para a Wikipedia.
- 2008 — Soldados rebeldes do Timor-Leste ferem gravemente o presidente José Ramos-Horta. O líder rebelde Alfredo Reinado é morto no ataque.
- 2011 — Primavera Árabe: a primeira onda da Revolução Egípcia culmina com a renúncia de Hosni Mubarak e a transferência de poder para o Supremo Conselho Militar após 18 dias de protestos.
- 2013 — Vaticano confirma que o Papa Bento XVI renunciará ao papado em 28 de fevereiro de 2013, como resultado de sua idade avançada.
- 2014 — Um avião de transporte militar cai em uma área montanhosa da província de Oum El Bouaghi, no leste da Argélia, matando 77 pessoas.
- 2016 — Projeto LIGO anuncia a primeira observação direta de ondas gravitacionais.
- 2018 — Voo Saratov Airlines 703 cai perto de Moscou, na Rússia. Todas as 71 pessoas a bordo morrem.
- 2020 — Pandemia de COVID-19: a Organização Mundial da Saúde nomeia oficialmente o surto de coronavírus como COVID-19, com o vírus sendo designado SARS-CoV-2.

## Nascimentos

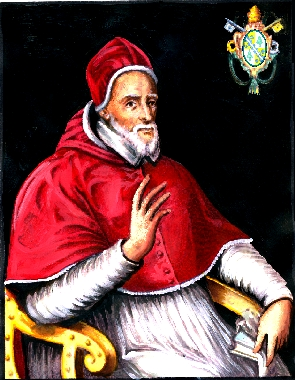
Papa Gregório XIV

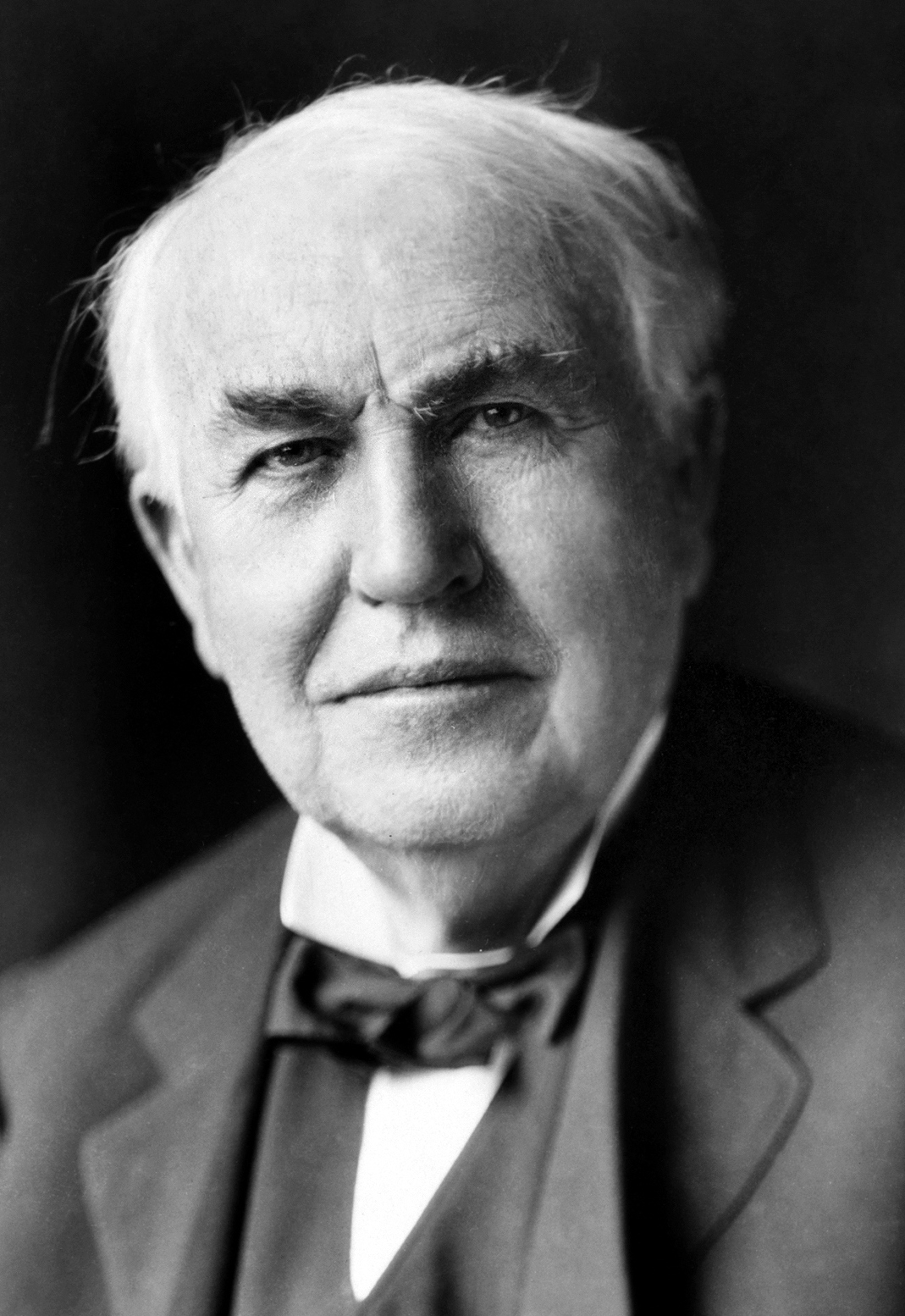
Thomas Edison

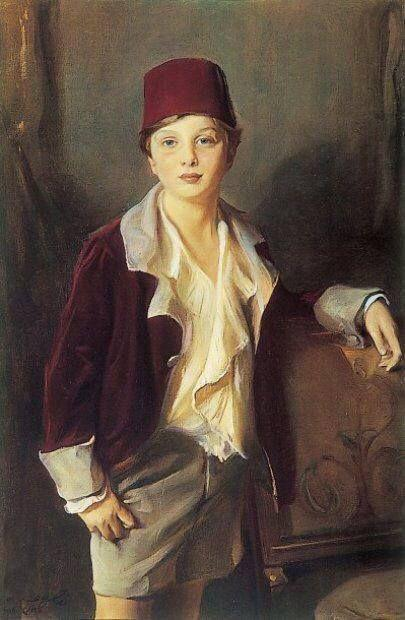
Faruque do Egito

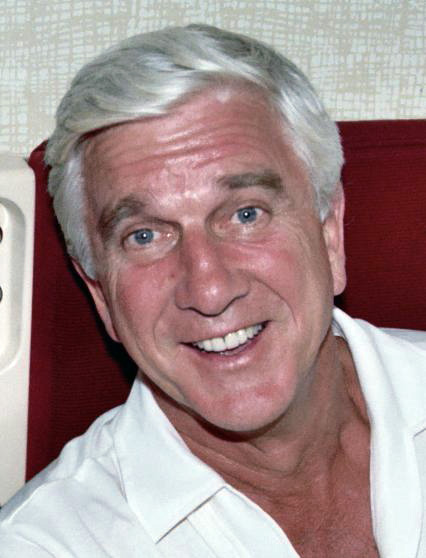
Leslie Nielsen

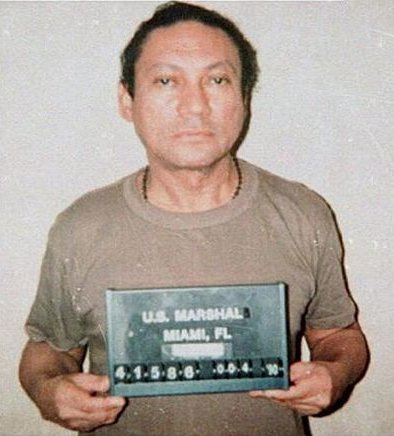
Manuel Noriega

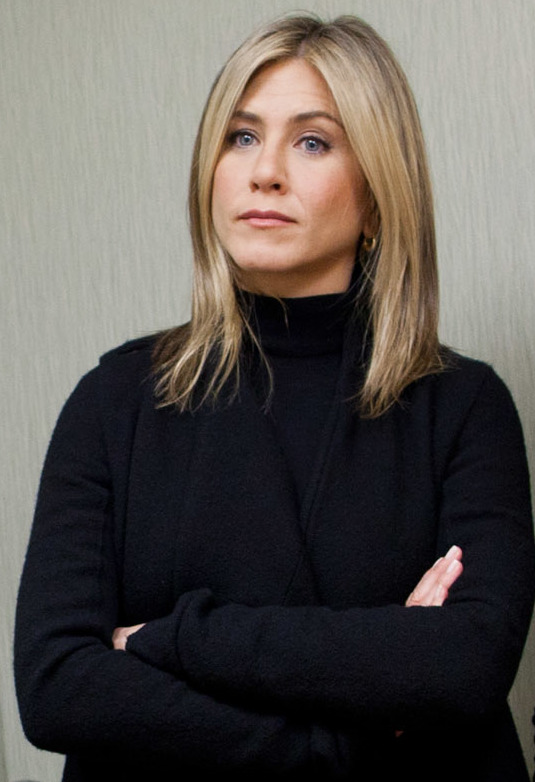
Jennifer Aniston

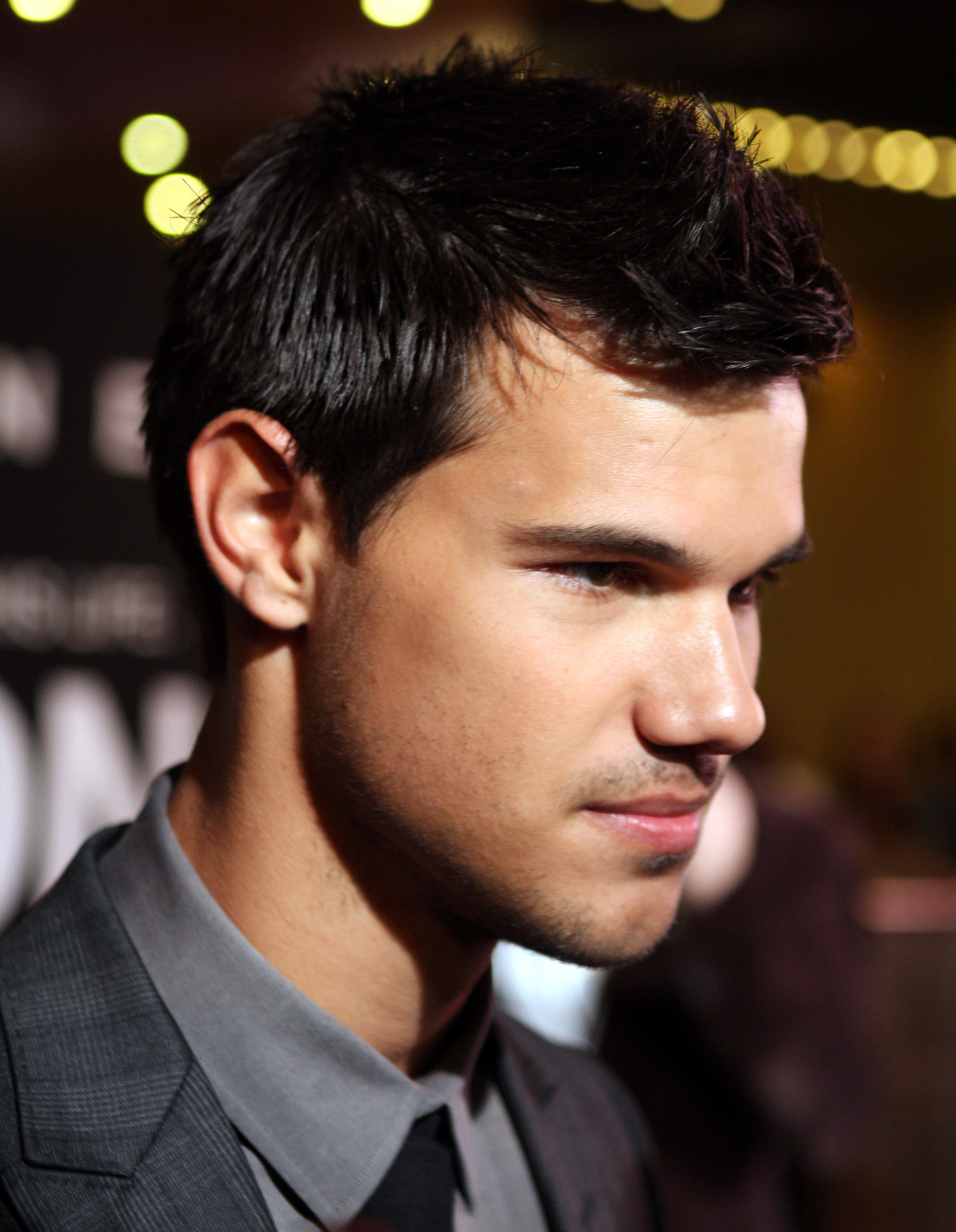
Taylor Lautner

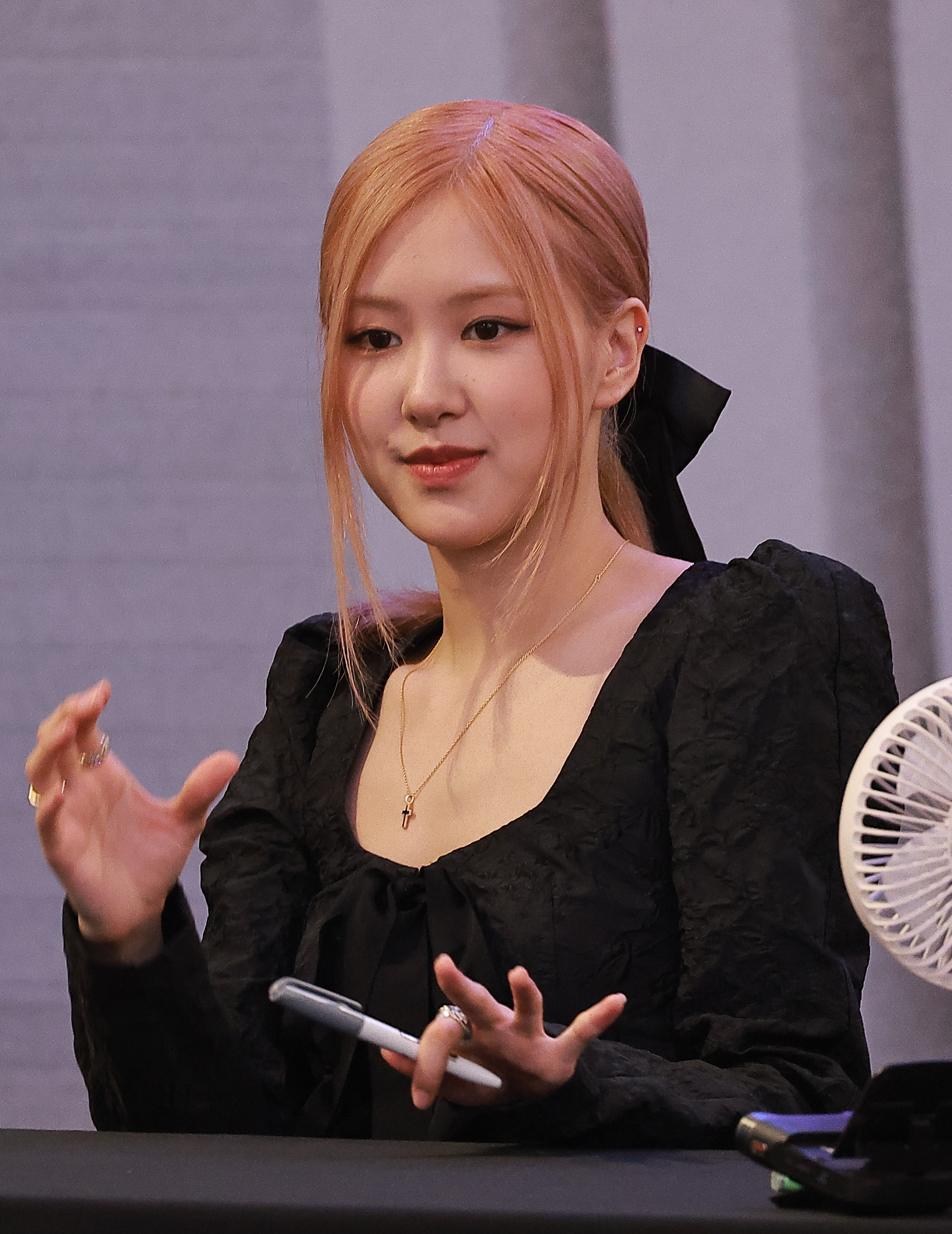
Roseanne Park

### Anterior ao século XIX
- 1261 — Otão III da Baviera (m. 1312).
- 1380 — Poggio Bracciolini, estudioso e tradutor italiano (m. 1459).
- 1466 — Isabel de Iorque, rainha consorte da Inglaterra (m. 1503).
- 1535 — Papa Gregório XIV (m. 1591).
- 1651 — Anne Scott, 1.ª Duquesa de Buccleuch (m. 1732).
- 1657 — Bernard le Bovier de Fontenelle, poeta e dramaturgo francês (m. 1757).
- 1776 — Ioánnis Kapodístrias, político grego (m. 1831).
- 1800 — William Henry Fox Talbot, fotógrafo e político britânico (m. 1877).

### Século XIX
- 1802 — Lydia Maria Child, jornalista, escritora e ativista estadunidense (m. 1880).
- 1812 — Alexander H. Stephens, advogado e político americano (m. 1883).
- 1813 — Otto Ludwig, escritor, dramaturgo e crítico alemão (m. 1865).
- 1821 — Auguste Mariette, arqueólogo e estudioso francês (m. 1881).
- 1833 — Melville Fuller, advogado e jurista americano (m. 1910).
- 1837 — Marie Loeper-Housselle, educadora e ativista alemã (m. 1916).
- 1839 — Josiah Willard Gibbs, físico americano (m. 1903).
- 1847 — Thomas Edison, engenheiro e empresário norte-americano (m. 1931).
- 1860 — Rachilde, escritor e dramaturgo francês (m. 1953).
- 1869 — Else Lasker-Schüler, poeta e escritor alemão (m. 1945).
- 1874 — Elsa Beskow, escritora e ilustradora sueca (m. 1953).
- 1881 — Carlo Carrà, pintor italiano (m. 1966).
- 1886 — Antônio de Almeida Lustosa, bispo católico brasileiro (m. 1974).
- 1897 — Emil Post, matemático e lógico polonês-americano (m. 1954).
- 1898 — Leó Szilárd, físico e acadêmico húngaro-americano (m. 1964).
- 1900
  - Hans-Georg Gadamer, filósofo e estudioso alemão (m. 2002).
  - Jossei Toda, educador e ativista japonês (m. 1958).

### Século XX e XXI

#### 1901–1950
- 1902 — Arne Jacobsen, arquiteto dinamarquês (m. 1971).
- 1904
  - Amador Aguiar, empreendedor e banqueiro brasileiro (m. 1991).
  - Keith Holyoake, fazendeiro e político neozelandês (m. 1983).
- 1907 — Caio Prado Júnior, historiador, geógrafo e político brasileiro (m. 1990).
- 1908 — Vivian Fuchs, explorador britânico (m. 1999).
- 1909
  - Max Baer, boxeador e ator americano (m. 1959).
  - Joseph L. Mankiewicz, diretor, produtor e roteirista americano (m. 1993).
- 1914
  - Matt Dennis, cantor, compositor e pianista americano (m. 2002).
  - Josh White, cantor, compositor e guitarrista de blues americano (m. 1969).
- 1915 — Richard Hamming, matemático e acadêmico americano (m. 1998).
- 1917 — Sidney Sheldon, escritor e roteirista estadunidense (m. 2007).
- 1920 — Faruque do Egito (m. 1965).
- 1921 — Lloyd Bentsen, político americano (m. 2006).
- 1923 — Antony Flew, filósofo e acadêmico britânico (m. 2010).
- 1924 — Budge Patty, tenista americano (m. 2021).
- 1925
  - Virginia E. Johnson, psicóloga e acadêmica americana (m. 2013).
  - Kim Stanley, atriz americana (m. 2001).
- 1926
  - Paul Bocuse, chef francês (m. 2018).
  - Leslie Nielsen, ator e produtor canadense-americano (m. 2010).
- 1932 — Dennis Skinner, mineiro e político britânico.
- 1934
  - John Surtees, automobilista britânico (m. 2017).
  - Manuel Noriega, militar e político panamenho (m. 2017).
  - Mary Quant, designer de moda britânica (m. 2023).
- 1935 — Gene Vincent, cantor e guitarrista estadunidense (m. 1971).
- 1936 — Burt Reynolds, ator e diretor estadunidense (m. 2018).
- 1937 — Phillip Walker, cantor e guitarrista americano (m. 2010).
- 1938 — Simone de Oliveira, cantora e atriz portuguesa.
- 1941 — Sérgio Mendes, músico e compositor brasileiro (m. 2024).
- 1943
  - Joselito, ator e cantor espanhol.
  - Alan Rubin, trompetista americano (m. 2011).
- 1946 — Mário Prata, escritor brasileiro.
- 1947
  - Derek Shulman, cantor, compositor e produtor britânico.
  - Edwin Luisi, ator brasileiro.
  - Yukio Hatoyama, engenheiro e político japonês.
- 1950 — Vaguinho, ex-futebolista brasileiro.

#### 1951–2000
- 1953
  - Henri Pagnoncelli, ator brasileiro.
  - Jeb Bush, banqueiro e político norte-americano.
- 1954
  - Wesley Strick, diretor e roteirista americano.
  - João Aparecido Cahulla, político brasileiro.
- 1955 — Behtash Fariba, ex-futebolista iraniano.
- 1958 — Paulo César Grande, ator brasileiro.
- 1959
  - Roberto Pupo Moreno, ex-automobilista brasileiro.
  - Rodolfo Bottino, ator brasileiro (m. 2011).
- 1960 — Richard Mastracchio, engenheiro e astronauta americano.
- 1961 — Carey Lowell, atriz estadunidense.
- 1962
  - Tammy Baldwin, advogada e política americana.
  - Sheryl Crow, cantora, compositora e guitarrista norte-americana.
- 1963
  - José Mari Bakero, ex-futebolista e treinador espanhol de futebol.
  - Eliete Cigarini, atriz brasileira.
- 1964
  - Sarah Palin, política norte-americana.
  - Ken Shamrock, lutador americano.
- 1965 — Álvaro Peña, ex-futebolista e treinador de futebol boliviano.
- 1967
  - Ciro Ferrara, ex-futebolista italiano.
  - Uwe Dassler, nadador alemão.
- 1968
  - Mo Willems, escritor e ilustrador americano.
  - Wang Shih-hsien, ator e cantor taiwanês.
- 1969
  - Jennifer Aniston, atriz e produtora estadunidense.
  - Cláudia Mauro, atriz brasileira.
- 1971 — Damian Lewis, ator britânico.
- 1972
  - Steve McManaman, ex-futebolista britânico.
  - Kelly Slater, surfista norte-americano.
  - Craig Jones, músico norte-americano.
- 1973
  - Varg Vikernes, guitarrista e compositor norueguês.
  - Juliano Son, cantor gospel brasileiro.
- 1974
  - Nick Barmby, ex-futebolista e treinador britânico.
  - D'Angelo, cantor, compositor, guitarrista e produtor americano.
  - Saša Gajser, ex-futebolista esloveno.
- 1975 — Pedro Emanuel, ex-futebolista angolano-português.
- 1976 — Ricardo Pereira, futebolista português.
- 1977 — Mike Shinoda, músico e artista estadunidense.
- 1979
  - Brandy Norwood, cantora, compositora, produtora e atriz estadunidense.
  - Arnaud Di Pasquale, ex-tenista francês.
- 1980
  - Titi Buengo, futebolista angolano.
  - Mark Bresciano, futebolista australiano.
  - Matthew Lawrence, ator estadunidense.
- 1981
  - Kelly Rowland, cantora estadunidense.
  - Aritz Aduriz, futebolista espanhol.
- 1982
  - Neil Robertson, jogador de sinuca australiano.
  - Christian Maggio, futebolista italiano.
  - Natalie Dormer, atriz britânica.
- 1983
  - Rafael van der Vaart, futebolista neerlandês.
  - Federico Agliardi, futebolista italiano.
  - Stephen Thompson, lutador de artes marciais mistas estadunidense.
- 1984
  - Marco Marcato, ciclista italiano.
  - Maxime Talbot, jogador de hóquei no gelo canadense.
- 1985 — Casey Dellacqua, tenista australiana.
- 1986 — Gabriel Boric, político chileno.
- 1987
  - Ellen van Dijk, ciclista neerlandesa.
  - José María Callejón, futebolista espanhol.
  - Willian Magrão, futebolista brasileiro.
  - Juanmi Callejón, futebolista espanhol.
- 1988
  - Wellington Tanque, futebolista brasileiro.
  - Junjun, cantora e atriz chinesa.
- 1989
  - Adèle Haenel, atriz francesa.
  - Souza, futebolista brasileiro.
- 1990
- Javier Aquino, futebolista mexicano.
- Go Ara, atriz e modelo sul coreana.
- 1991
  - Nikola Mirotić, jogador de basquete espanhol.
  - Yannis Tafer, futebolista francês.
- 1992
  - Lasse Norman Hansen, ciclista dinamarquês.
  - Taylor Lautner, ator estadunidense.
- 1993 — Ben McLemore, jogador de basquete americano.
- 1996
  - Daniil Medvedev, tenista russo.
  - Jonathan Tah, futebolista alemão.
- 1997
  - Rosé, cantora neozelandesa.
  - Hubert Hurkacz, tenista polonês.
  - Cellbit, YouTuber, streamer e influenciador digital brasileiro.
- 1998 — Khalid, cantor e compositor americano.
- 1999 — Andriy Lunin, futebolista ucraniano.
- 2000 — Nassir Little, jogador de basquete americano.

### Século XXI
- 2001 — Bryan Gil, futebolista espanhol.
- 2002 — Dango Ouattara, futebolista profissional burquino.
- 2006 — Rapeepong Supatineekitdecha, ator, cantor e dançarino tailandês.

## Mortes

### Anterior ao século XIX
- 0055 — Tibério Cláudio César Britânico, filho romano de Cláudio (n. 41).
- 0244 — Gordiano III, imperador romano (n. 225).
- 0641 — Heráclio, imperador bizantino (n. 575).
- 0731 — Papa Gregório II (n. 669).
- 0824 — Papa Pascoal I (n. 775).
- 1141 — Hugo de São Vitor, filósofo e teólogo alemão (n. 1096).
- 1233 — Ermengarda de Beaumont, rainha da Escócia (n. c. 1070).
- 1503 — Isabel de Iorque, rainha consorte de Inglaterra (n. 1466).
- 1586 — Augusto I, Eleitor da Saxónia (n. 1526).
- 1626 — Pietro Cataldi, matemático e astrônomo italiano (n. 1548).
- 1650 — René Descartes, matemático e filósofo francês (n. 1596).
- 1755 — Scipione Maffei, arqueólogo, dramaturgo e crítico italiano (n. 1675).
- 1762 — Johann Tobias Krebs, organista e compositor alemão (n. 1690).
- 1795 — Carl Michael Bellman, poeta e compositor sueco (n. 1740).

### Século XIX
- 1803 — Jean-François de la Harpe, poeta francês (n. 1739).
- 1829 — Alexandr Griboiedov, poeta, dramaturgo e compositor russo (n. 1795).
- 1862 — Elizabeth Siddal, poetisa e modelo de artista britânica (n. 1829).
- 1866 — William Thomas Brande, químico britânico (n. 1788).
- 1868 — Jean Bernard Léon Foucault, físico e acadêmico francês (n. 1819).
- 1898 — Félix María Zuloaga, general e político mexicano (n. 1813).

### Século XX
- 1901 — Milan I da Sérvia (n. 1855).
- 1917 — Osvaldo Cruz, médico e epidemiologista brasileiro (n. 1872).
- 1918 — Taitu Bitul, imperatriz etíope (n. 1851).
- 1931 — Charles Algernon Parsons, engenheiro anglo-irlandês (n. 1854).
- 1940 — John Buchan, historiador e político anglo-canadense (n. 1875).
- 1944 — Henrique Mitchell de Paiva Couceiro, militar e político português (n. 1861).
- 1947 — Martin Klein, lutador e treinador estoniano (n. 1884).
- 1948 — Serguei Eisenstein, diretor e roteirista russo (n. 1898).
- 1949 — Axel Munthe, médico sueco (n. 1857).
- 1958 — Ernest Jones, neurologista e psicanalista britânico (n. 1879).
- 1960 — Victor Klemperer, filólogo alemão (n. 1881).
- 1963 — Sylvia Plath, poetisa, romancista e contista estadunidense (n. 1932).
- 1968 — Howard Lindsay, dramaturgo americano (n. 1889).
- 1973 — Johannes Hans Daniel Jensen, físico e acadêmico alemão (n. 1907).
- 1976
  - Lee J. Cobb, ator americano (n. 1911).
  - Alexander Lippisch, aviador e engenheiro alemão (n. 1894).
- 1977 — Fakhruddin Ali Ahmed, advogado e político indiano (n. 1905).
- 1978
  - James Bryant Conant, químico e acadêmico americano (n. 1893).
  - Harry Martinson, romancista, ensaísta e poeta sueco (n. 1904).
- 1982 — Eleanor Powell, atriz e dançarina americana (n. 1912).
- 1985 — Henry Hathaway, ator, diretor e produtor americano (n. 1898).
- 1986 — Frank Herbert, jornalista e escritor estadunidense (n. 1920).
- 1989
  - George O'Hanlon, ator e dublador americano (n. 1912).
  - Leon Festinger, psicólogo estadunidense (n. 1919).
- 1990 — Clara González, advogada, acadêmica, política e ativista panamenha (n. 1898).
- 1993 — Robert Holley, bioquímico e acadêmico estadunidense (n. 1922).
- 1994
  - William Conrad, ator, diretor e produtor americano (n. 1920).
  - Paul Feyerabend, filósofo e acadêmico austro-suíço (n. 1924).
- 1996
  - Pierre Verger, etnólogo e fotógrafo francês (n. 1902).
  - Quarentinha, futebolista brasileiro (n. 1933).
- 2000
  - Roger Vadim, diretor, produtor e roteirista francês (n. 1928).
  - Dina Mangabeira, poetisa brasileira (n. 1923).

### Século XXI
- 2002 — Traudl Junge, secretária alemã (n. 1920).
- 2004
  - Shirley Strickland, corredora australiana (n. 1925).
  - Albeiro Usuriaga, futebolista colombiano (n. 1966).
- 2006
  - Peter Benchley, escritor e roteirista americano (n. 1940).
  - Ken Fletcher, tenista australiano (n. 1940).
  - Nicolau Tuma, jornalista e político brasileiro (n. 1911).
  - Reinhold Rau, historiador natural sul-africano (n. 1932).
- 2007
  - Derek Gardner, pintor britânico (n. 1914).
  - Marianne Fredriksson, escritora sueca (n. 1927).
- 2008
  - Tom Lantos, advogado e político americano (n. 1928).
  - Alfredo Reinado, militar timorense (n. 1967).
- 2009
  - Estelle Bennett, cantora estadunidense (n. 1941).
  - Willem Johan Kolff, médico e acadêmico neerlandês-americano (n. 1911).
- 2010 — Alexander McQueen, estilista britânico (n. 1969).
- 2012 — Whitney Houston, cantora, compositora, produtora e atriz norte-americana (n. 1963).
- 2014 — Alice Babs, cantora e atriz sueca (n. 1924).
- 2016 — Kevin Randleman, lutador americano (n. 1971).
- 2019 — Ricardo Boechat, jornalista, apresentador e radialista brasileiro (n. 1952).
- 2021 — Joel Pina, músico português (n. 1921).
- 2024 — Kelvin Kiptum, fundista queniano (n. 1999).

## Feriados e eventos cíclicos
- Dia Mundial do Enfermo

### Internacional
- Dia Nacional da Juventude - Camarões
- Dia Nacional do Japão - Comemoração da fundação do país pelo mitológico Imperador Jimmun
- Dia da Pátria - Irã
- Dia da Independência - Vaticano - Comemoração da assinatura do Tratado de Latrão, que trouxe a independência em relação a Itália.
- Dia Internacional das Mulheres na Ciência.

### Brasil
- Dia do Antropólogo
- Dia do Zelador
- Aniversário do município de Araucária, Paraná

### Cristianismo
- Desidério de Vienne
- Fanny Crosby
- Nossa Senhora de Lourdes
- Papa Gregório II
- Papa Pascoal I

## Outros calendários
- No calendário romano era o 3.º dia (III) antes dos idos de fevereiro.
- No calendário litúrgico tem a letra dominical G para o dia da semana.
- No calendário gregoriano a epacta do dia é xviii.